# Правоохоронні органи
Правоохоро́нні о́ргани — органи державної влади, що на підставі відповідного законодавства здійснюють правоохоронну діяльність.
Діяльність правоохоронних органів спрямована на забезпечення законності і правопорядку, захист прав та інтересів громадян, соціальних груп, суспільства і держави, попередження, припинення правопорушень, застосування державного примусу або заходів громадського впливу до осіб, які порушили закон та правопорядок.

## Аспекти правоохоронної діяльності

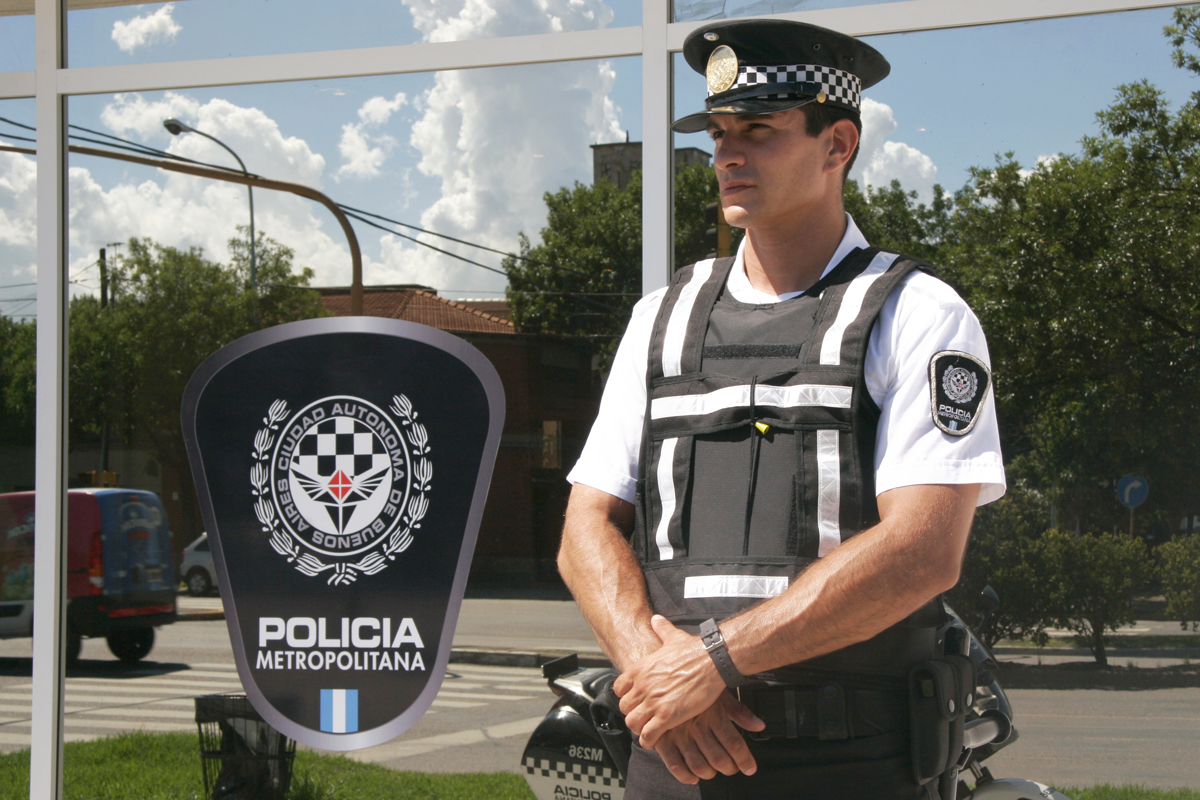
Поліцейський в Аргентині

Правоохоронна діяльність — це державна правомірна діяльність, що полягає у впливі на поведінку людини або групи людей з боку вповноваженої державою посадової особи шляхом охорони права, відновлення порушеного права, припинення або розгляду порушення права, його виявлення або розслідування з обов'язковим додержанням установлених у законі процедур для цієї діяльності.
Скакун О. Ф. зазначає: «Забезпечення прав і свобод людини включає три елементи (напрямки) державної діяльності: 1) створення умов для реалізації прав і свобод людини…; 2) охорона прав і свобод людини — шляхом проведення профілактики їх порушень; 3) захист прав і свобод людини — відновлення порушеного правового статусу, притягнення порушників до юридичної відповідальності».
Правоохоронна діяльність — багатоаспектна. Її спрямовано на блокування соціальних відхилень, локалізацію соціальної напруги або правових конфліктів. Складну систему правоохоронної діяльності реалізують у різних діях, а саме:
- правовстановлюючих,
- правозабезпечувальних,
- правопримушувальних і
- правовідновлювальних.

На думку д.юрид.н., проф., чл.-кор. АПрНУ; колишнього Голови Верховного Суду України В. Т. Маляренка, структурно до системи правоохоронної діяльності належать такі напрями: а) діяльність із забезпечення охорони учасників кримінального судочинства;
б) діяльність органів прокуратури;
в) діяльність із виявлення, запобігання та розслідування злочинів;
г) діяльність із захисту державної (національної) безпеки, державного кордону й охорони правопорядку.
Чільне місце в правоохоронній діяльності посідає судова діяльність (судочинство), яка здійснюється виключно судами. «Судам належить центральне місце в системі правового захисту конституційних та інших правових цінностей. Діяльність судів становить універсальний механізм із захисту й охорони права, відновлення порушеного права, припинення порушення права, розгляд спорів (справ) у судовому засіданні».
Окремим аспектом правоохоронної діяльності є правозахисна діяльність, яка полягає в наданні кожній особі правової допомоги у спірних питаннях, а також захисті фізичних осіб від кримінального обвинувачення.

## Особливості правоохоронних органів зарубіжних країн
Спільними рисах правоохоронних систем Європи є: різноманітність правоохоронних та інших поліцейських систем з різноманітними статусами суб'єктів правоохоронної функції («поліція», «гвардія», «жандармерія», «констеблі», «маршали», «шерифи); часте поєднання слідчих, поліцейських та інших правоохоронних функції; поділ правоохоронних  структур за джерелами фінансування на державні, муніципальні (місцевого самоврядування); наявність координації та взаємодії правоохоронних органів для забезпечення державної безпеки.
В країнах ЄС створено розгалужену мережу наднаціональних правоохоронних органів — Генеральний директорат внутрішніх справ, Постійний комітет оперативного співробітництва з внутрішньої безпеки, Євроюст, Європейський офіс із боротьби з шахрайством, Європейська інформаційна мережа у сфері правосуддя, Європейське поліцейське відомство — Європол.
У Федеративній республіці Німеччина функції правоохоронного та слідчого органу поєднує Федеральне управління кримінальної поліції, що виконує також координуючу функцію з місцевими поліцейськими підрозділами.
Термін „правоохорона“ (Rechtsschutz), та поняття „охорона прав“ (Schutz der Rechten) досить часто використовуються в законодавстві Федеративної Республіки Німеччини, зокрема, наприклад, стаття 19 Основного закону Федеративної Республіки Німеччини має назву „Grundrechtsschutz“ (охорона основних прав), а стаття 20 а — „Schutz der natürlichen Lebensgrundlagen“ (охорона природних прав».
У Німеччині поліція здійснює попередню перевірку заяв про злочини, що йменується дізнанням. Крім того, з метою закріплення слідів поліція вправі при провадженні дізнання здійснювати невідкладні слідчі дії. Зібрані матеріали передаються прокуратурі або дільничному судді.
В Іспанії діяльність органів розслідування регламентовано Кримінально-процесуальним законом Королівства Іспанія (Ley de enjuiciamiento criminal), від 14 вересня 1882 року, який є одним з найстаріших кодифікованих  процесуальних законів Європи, та одним з найстабільніших нормативних актів, багато з положень якого втілені в чинному КПК України.
В Італії, щодо запобігання та протидії економічній злочинності та забезпечення національних економічних інтересів в Італії функціонує Фінансова гвардія. Даний правоохоронний орган функціонує як спеціалізоване військове формування, основним напрямком якого є протидія економічним злочинам. Основною метою Фінансової гвардії Італії є захист національний інтересів Італії в фінансово-економічній та військово-політичний сферах суспільних відносин.
Туреччина йшла по шляху створення своїх спеціальних правоохоронних органів в особі спеціальних служб ще  з років Османської імперії.  Це призвело до виникнення 17 листопада 1913 р. спецслужби Енвер-паши. 30 жовтня 1918 р. згадана організація була реорганізована в Службу національної безпеки Туреччини. У 1965 році для посилення захисту національних інтересів на заміну Служби національної безпеки в  Туреччині створена новітня спецслужба Туреччини  - Організація національної розвідки Туреччини МІТ (тур. — Milli İstihbarat Teşkilatı , укр. — Міллі Істіхбарат Теськілат), яка на сьогоднішній день активно працює в зоні конфлікту на ближньому сході, продовжуючи співробітництво з країнами НАТО, розширює свої зв'язки зі спецслужбами держав-союзників та з осередками тюркоязичного населення. Наразі систему спеціальних правоохоронних служб Туреччини становлять: Рада національної безпеки, Національний комітет з координації розвідки, MIT — Національна розвідувальна організація, Національна поліція, Жандармерія.
У Великій Британії існує Служба SOCA (Serious Organised Crime Agency), основними напрямками діяльності якої є протидія найбільш небезпечній організованій злочинності. У Великій Британії дотепер немає свого кримінально-процесуального кодексу, діють правові інститути, які виникли ще кілька століть тому, а саме судочинство ґрунтується на більше ніж 300 законодавчих актах і численних судових прецедентах. Досудове розслідування може проводитись коронерами — посадовими особами графств, які призначаються з досвідчених адвокатів чи лікарів зі знаннями права. Органом публічного обвинувачення виступає дирекція публічних переслідувань, яка підпорядкована генеральному аторнею.
Франція, на відміну від Великої Британії, має два види національних поліцейських сил: 1) Національну поліцію (Police Nationale) та 2) Національну жандармерію (Gendarmarie Nationale). Разом з тим, у Франції функціонує Префектура поліції Парижа (Prefecture de police de Paris). Розслідування є обов'язковим лише в справах про злочини і проваджується в двох формах: поліцейське розслідування (дізнання) та попереднє судове розслідування — попереднє слідство. Поліцейське розслідування (дізнання) здійснюється судовою поліцією: офіцерами судової поліції, агентами судової поліції, жандармами, інспекторами та комісарами поліції.
В Сполучених штатах Америки найбільш могутній сьогодні правоохоронний орган -  ФБР було утворено ще в 1908 році в якості спеціального розшукового підрозділу у складі федерального департаменту юстиції. Функції та повноваження ФБР змінювались відповідно до вимог суспільства. І тому, до 1914 року від початку свого існування ФБР здійснювало розслідування порушень антимонопольного законодавства та забезпечувало  протидію торгівлею людьми. Із 1934 року були розширені повноваження ФБР, яке вже почало займатись розслідуванням певних злочинів, таких, як убивство  держслужбовця; втеча з одного штату до іншого, щоб уникнути пред'явлення обвинувачення; розбійні напади на банківські установи тощо.  ФБР, як й інші спецслужби США, практикує концепцію Need to Know («Треба знати»). У США слідство провадять також Служба розслідувань і безпеки Міністерства торгівлі, Бюро по наркотиках та Секретна служба Міністерства фінансів, Федеральне бюро міграції і натуралізації, Митне бюро і багато інших правоохоронних органів. Розвідувальну функцію виконує Центральне розвудувальне управління (ЦРУ).

## Правоохоронні органи України
Правоохоронні органи – органи публічної влади, які перманентно виконують функцію захисту законності, прав і свобод людини, інтересів держави та юридичних осіб від незаконних дій, чи беруть безпосередню участь нагляді і контролі за виконанням законів, а для виконання даних функцій наділяються повноваженнями щодо застосування державного примусу та передбачених законом засобів обмежень прав і свобод фізичних і юридичних осіб.
Законодавство України не містить чіткого переліку органів державної влади, які є правоохоронними. Закон України «Про державний захист працівників суду і правоохоронних органів» дає неповний перелік органів, які для цілей цього Закону вважаються правоохоронними. У Законах України «Про основи національної безпеки України» та «Про демократичний цивільний контроль над Воєнною організацією і правоохоронними органами держави» розкриваються тільки основні ознаки правоохоронних органів. Низка підзаконних нормативно-правових актів містять невичерпні переліки таких органів.

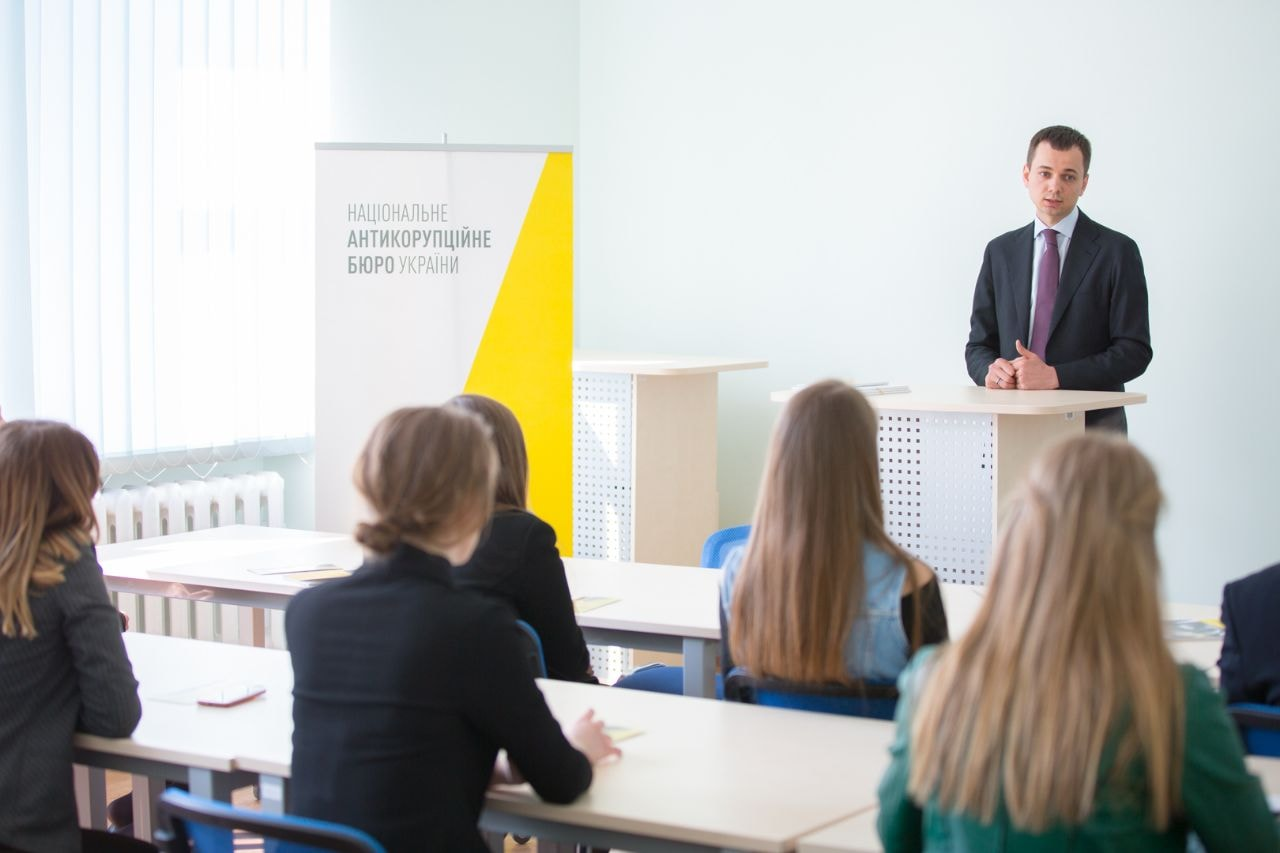
Національне антикорупційне бюро України

Деякі установчі документи державних органів містять пряму вказівку на їх правоохоронний статус (Див., напр.:)
Отже, правоохоронними органами в Україні можна вважати наступні державні органи, або їх підрозділи, що здійснюють правоохоронні функції:
1. суд;
2. прокуратура;
3. поліція;
4. органи служби безпеки;
5. антикорупційні органи (НАБУ, НАЗК, Нацагентство з розшуку та менеджменту активів …);
6. Державне бюро розслідувань;
7. Військова служба правопорядку у Збройних Силах України;
8. Служба зовнішньої розвідки України;
9. митні органи;
10. органи охорони державного кордону;
11. Бюро економічної безпеки України;
12. органи і установи виконання покарань;
13. слідчі ізолятори;
14. органи Державної аудиторської служби України;
15. органи рибоохорони;
16. органи державної лісової охорони;
17. Служба державної охорони природно-заповідного фонду України;
18. Антимонопольний комітет України;
19. Національна комісія з цінних паперів та фондового ринку;
20. Управління державної охорони України;
21. Державна санітарно-епідеміологічна служба;
22. Державна екологічна інспекція;
23. Служба судової охорони;
24. Уповноважений орган з питань пробації.

Перелік правоохоронних органів не є вичерпним, він змінюється в залежності від утворення, ліквідації, реорганізації тих чи інших органів. Правильним є підхід до віднесення того чи іншого органу до складу правоохоронних за ознаками, що полягають у безпосередньому здійсненні правоохоронної діяльності.
При чому, тут можна виділити:
- органи, головним і основним призначенням яких є правоохоронна діяльність (наприклад, поліція);
- органи, які поряд з іншими видами діяльності, провадять правоохоронну (наприклад, Держсанепідслужба);
- органи, окремі підрозділи яких створені виключно у правоохоронних цілях (наприклад, підрозділи по боротьбі з контрабандою у складі митниць).